# Eugen de Savoia

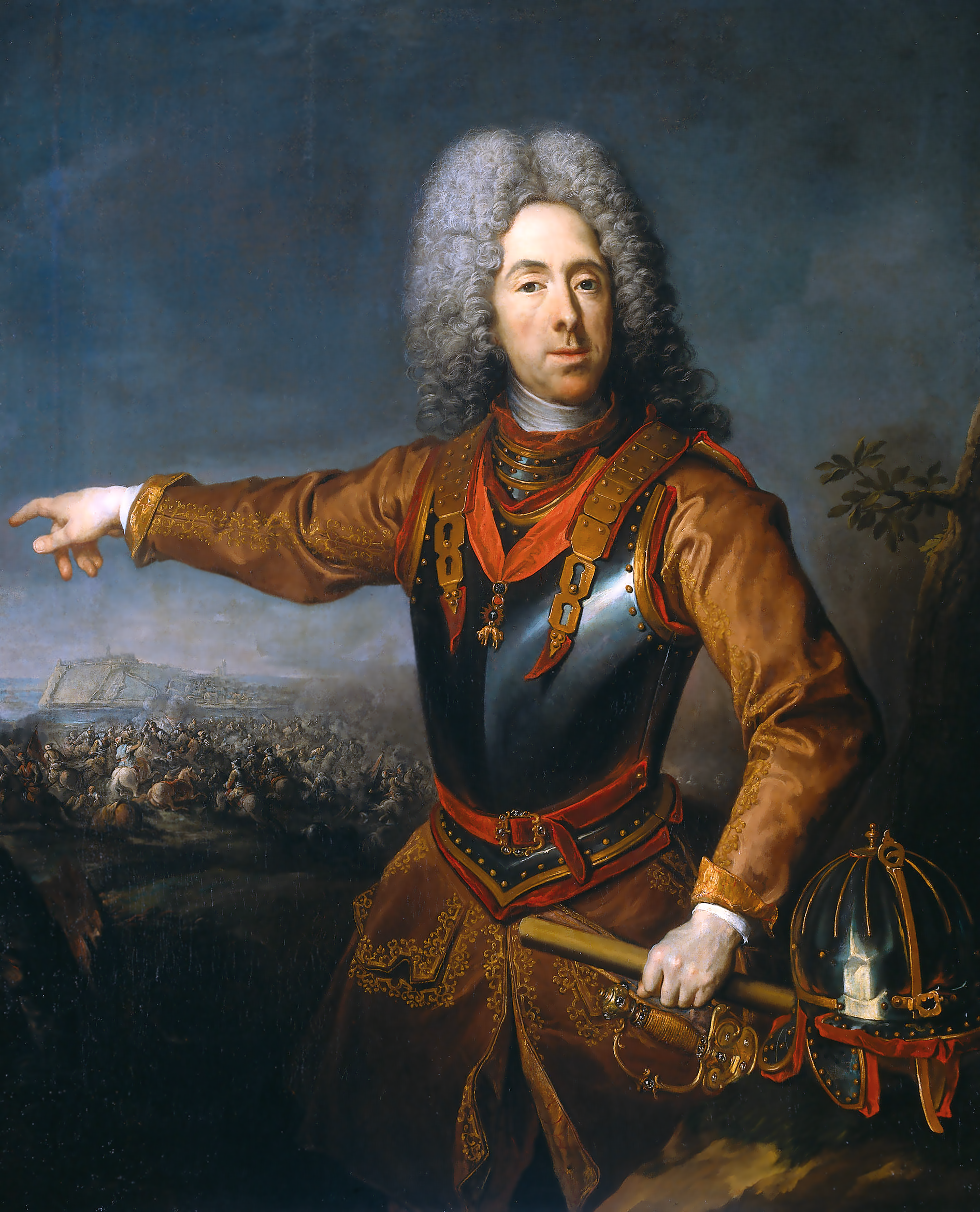
Prințul Eugen de Savoia, de Jacob van Schuppen, 1718

Eugen de Savoia-Carignano, sau Eugeniu de Savoia, cunoscut și ca Prințul Eugen (n. 18 octombrie 1663, Paris - d. 21 aprilie 1736, Viena), a fost unul din cei mai străluciți feldmareșali ai Sfântului Imperiu Roman. Lui i se datorează, în bună măsură, ridicarea Austriei ca mare putere în cadrul Sfântului Imperiu Roman de Națiune Germană, iar apoi, întărirea poziția hegemone a Țărilor Ereditare Austriece (ale Casei de Habsburg) în plan european.

## Originea
A fost fiul lui Eugen Mauriciu de Savoia-Carignano și al Olimpiei Mancini, nepoata cardinalului Jules Mazarin (Giulio Mazzarino), prim-ministru francez. A crescut în anturajul regelui Ludovic al XIV-lea, însă fiind mic de statură, cariera militară i-a fost blocată în Franța, drept pentru care a emigrat la Viena, unde a intrat în serviciul Casei de Habsburg și a devenit ofițer al Sfântului Imperiu Roman.

## Cariera militară
Prin victoriile împotriva turcilor de la Petrovaradin, Zenta și Belgrad a securizat Ungaria împotriva otomanilor.

## Activitatea culturală
Prințul Eugen a fost un mare colecționar de artă și un iubitor de frumos. La Viena, a construit Palatul „Belvedere”, ca reședință a sa. La Timișoara, casa care îi poartă numele, de pe strada Eugeniu de Savoya, nr. 24, a fost construită în 1817 pe locul unde se afla Poarta „Forforosa”, pe care prințul intrase pe 18 octombrie 1716, după cucerirea cetății otomane Timișoara. Pe lângă Palatul „Belvedere”, prințul a mai construit și „Palatul de iarnă” care se află chiar în centrul Vienei, palat care după moartea prințului a rămas moștenire nepoatei lui, Anna Victoria de Savoia, iar aceasta, la rândul ei, l-a vândut împărătesei Maria Tereza.